# Silene stenophylla
Silene stenophylla Ledeb. – gatunek rośliny okrytonasiennej z rodziny goździkowatych. W 2012 z powodzeniem zregenerowano tę roślinę z tkanek owoców, które ok. 32 tys. lat przeleżały w wiecznej zmarzlinie w regionie Kołymy na Syberii. Rośliny, które uzyskano w ten sposób, wydały pełnowartościowe nasiona. Obecnie są to najstarsze na Ziemi żyjące organizmy wielokomórkowe.